# Ravioli
Ravioli (phát âm tiếng Ý: [raviˈɔli]; singular: raviolo, phát âm [raviˈɔlo]) là một loại mì có nhân được bao bọc trong bột mì pasta mỏng. Thường ăn kèm trong nước dùng hoặc với nước sốt, chúng có nguồn gốc là món ăn truyền thống trong ẩm thực Ý. Ravioli thường có hình vuông, mặc dù cũng có các dạng khác, như hình tròn và hình bán nguyệt.

## Lịch sử
Ravioli được đề cập lần đầu tiên trong các bức thư cá nhân của Francesco di Marco Datini, một thương gia của Prato vào thế kỷ 14. Ở Venice, bản viêt tay Libro per cuoco giữa thế kỷ 14 viết là ravioli gồm các loại thảo mộc xanh chần và băm nhuyễn, trộn với trứng đánh tan và pho mát tươi, ninh trong nước dùng và nêm với "gia vị ngọt và đậm".  Ở Rome, ravioli nổi tiếng khi Bartolomeo Scappi phục vụ chúng với gà luộc cho Mật nghị của Giáo hoàng năm 1549.
Ravioli được biết đến ở Anh vào thế kỷ 14, xuất hiện trong bản thảo Forme of Cury của người Anglo-Norman dưới cái tên rauioles. 
Do đó, ravioli của Sicilia và ravjul của Malta có thể lâu đời hơn so với các loại ở Bắc Ý. Các món ravjul của Maltese được nhồi với irkotta, món ricotta sữa cừu sản xuất tại địa phương, hoặc với gbejna, pho mát sữa cừu tươi truyền thống.

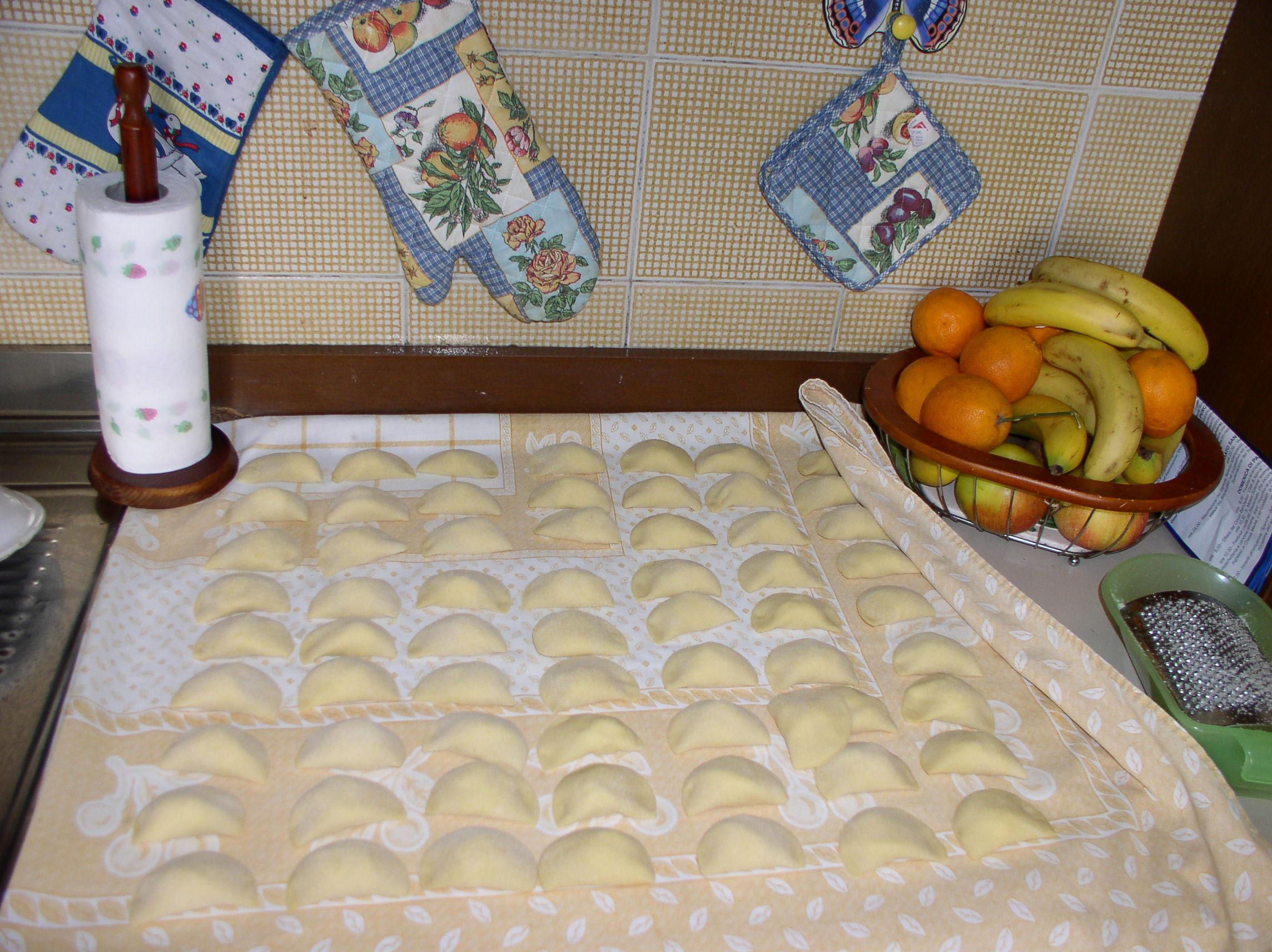
Chuẩn bị ravioli tại nhà với ricotta

## Tổng quát

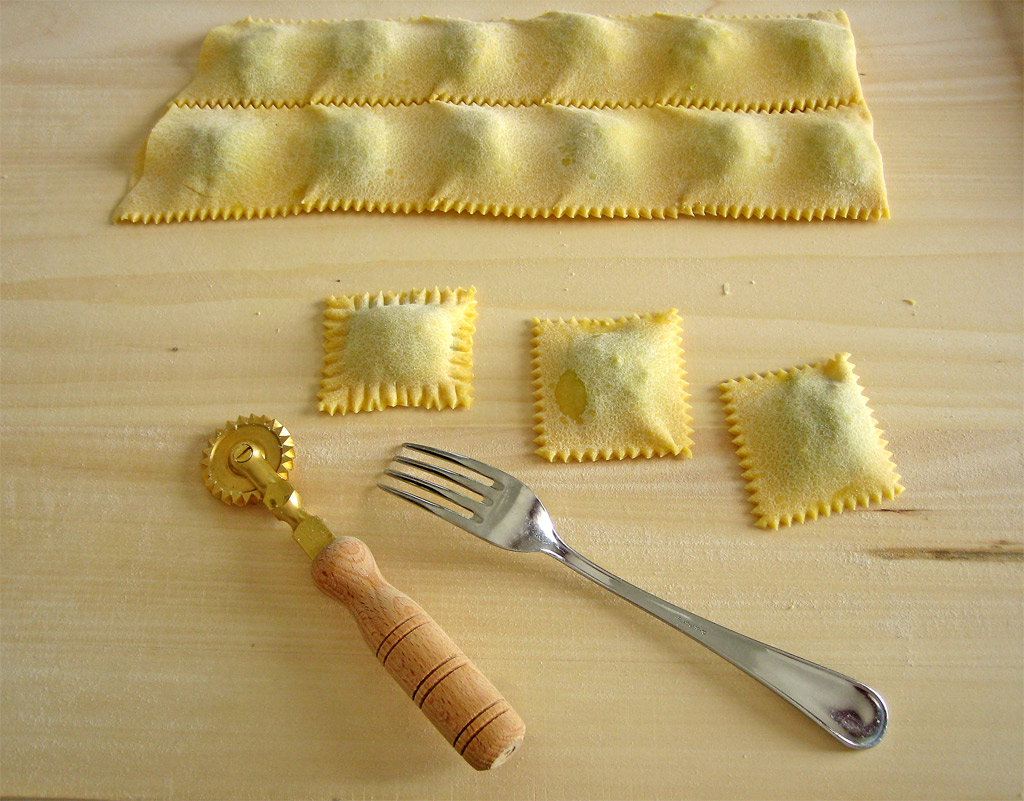
Đang làm ravioli

Theo truyền thống, ravioli được làm ở nhà. Nguyên liệu nhân bánh thay đổi tùy theo khu vực. Ở Rome và Latium, nhân bánh được làm bằng pho mát ricotta, rau bina, nhục đậu khấu và hạt tiêu đen. Ở Sardinia, ravioli chứa đầy ricotta và vỏ chanh bào.
Ravioli cũng được sản xuất hàng loạt bằng máy.

## Vòng quanh thế giới
Ở Châu Âu và Hoa Kỳ, ravioli tươi đóng gói có thời hạn sử dụng vài tuần. Ravioli đóng hộp đã được Quân đội Ý đi tiên phong trong Chiến tranh thế giới thứ nhất và được phổ biến bởi Heinz và Buitoni ở Anh và Châu Âu, và đầu bếp Boyardee ở Hoa Kỳ. Ravioli đóng hộp được làm từ thịt bò, pho mát đã chế biến, thịt gà, hoặc xúc xích Ý và chấm nước sốt cà chua, cà chua thịt hoặc cà chua-pho mát. Ravioli nướng (ravioli đã được tẩm bột và chiên giòn) được phát triển ở St. Louis, Missouri, và là một món ăn khai vị và ăn nhẹ phổ biến.
Ravioli thường được bắt gặp trong các món ăn của Nice, Côte d'Azur rộng hơn, và các vùng lân cận ở miền nam nước Pháp. Nhân của những món ravioli ở các địa phương rất khác nhau, nhưng đặc trưng nhất của khu vực là việc sử dụng thịt daube còn sót lại.  Trứng ravioli nhân pho mát thu nhỏ, được người dân địa phương gọi là trứng cá, là một đặc sản của tỉnh Drôme ở vùng Rhône-Alpes, đặc biệt là xã Romans-sur-Isère, và thường được phục vụ sau bữa ăn.
Ravioli đầy Halloumi là một món mì truyền thống của ẩm thực Síp. Chúng được luộc trong nước kho gà và được phục vụ với bột mì bào và bạc hà khô bên trên.

## Văn hóa khác
Ở Thổ Nhĩ Kỳ, Mantı tương tự như ravioli là một món ăn phổ biến. Nó được nhồi với thịt tẩm gia vị và ăn kèm với sốt ớt bột và sữa chua. Các món ăn tương tự ở Trung Quốc là sủi cảo hoặc hoành thánh.
Ở Ấn Độ, một món ăn phổ biến được gọi là gujiya tương tự như ravioli. Tuy nhiên, nó chế biến ngọt, với nhân trái cây khô, đường và hỗn hợp các loại gia vị ngọt, sau đó được chiên giòn trong dầu thực vật. Các chất liệu khác nhau được sử dụng ở các vùng khác nhau của Ấn Độ. Món ăn là một loại thực phẩm phổ biến được chế biến trong các dịp lễ hội trên khắp mọi miền đất nước.
Ẩm thực Do Thái có một món ăn tương tự được gọi là kreplach, một túi thịt hoặc nhân, với lớp phủ làm từ mì ống trứng. Nó được ninh trong súp gà. . Claudia Roden cho rằng nó có nguồn gốc từ Khu ổ chuột Venice vào cùng thời điểm ravioli phổ biến, và theo thời gian trở thành món ăn chính của người Do Thái.
Một món ăn tương tự của Trung Đông được gọi là shishbarak chứa mì ống với nhân thịt bò băm và nấu trong sữa chua nóng.